# سوگند به رود گنگ
سوگند به رود گنگ (انگلیسی: Ganga Ki Saugandh) فیلمی در ژانر جنایی به کارگردانی سلطان احمد است که در سال ۱۹۷۸ منتشر شد. از بازیگران آن می‌توان به آمیتاب باچان، رخا، امجد خان، و بیندو اشاره کرد.